# 神戸大学大学院経済学研究科・経済学部
神戸大学大学院経済学研究科（こうべだいがくだいがくいんけいざいがくけんきゅうか、英称:Graduate School of Economics）は、神戸大学に設置される大学院研究科の一つである。また、神戸大学経済学部（こうべだいがくけいざいがくぶ、英称:Faculty of Economics）は、神戸大学に設置される学部の一つである。

## 概要
東京高等商業学校に次ぐ2つ目の官立高等商業学校として1902年に設立された神戸高等商業学校を前身とし、1929年に大学に昇格して成立した神戸商業大学は、東京商科大学、大阪商科大学とともに、帝国大学に伍する天下の三商大としてその名をとどろかせた。
長い伝統を誇る旧制神戸商業大学を1949年に改組して設立された新制神戸大学経済学部は、国立大学では関西地方では最大、全国でもトップクラスの規模の経済学部であり、経済に関する幅広い分野の研究・教育を行っている。RePEc (Research Papers in Economics；経済学および関連分野の研究論文のランキング）において国内で常に上位に位置している。
神戸大学経済学部は、経済学を学ぶ上で数学と英語を重要な資質と位置づけ、2018年の入試から、数学と英語で高い能力を持った人たち向けに、「数学選抜」、「英数選抜」、「総合選抜」という新しい入試制度をスタートした。 　

## カリキュラム
神戸大学経済学部・経済学研究科は、経済学の諸分野を８大講座（グループ）で網羅して教育・研究していく。それらは、伝統的な基幹分野（「理論分析」、「歴史分析」、「計量・統計分析」）、現代の課題を扱う応用分野（「技術・環境分析」、「産業・社会政策」、「金融・公共政策」）、グローバル経済や米中欧アジアなど各国地域を分析する分野（「国際経済政策」、「比較経済政策」）などで構成される。
大学1年では、学生たちは基礎知識を身につけるために、初級経済学、ミクロ経済学、経済史、統計学といった必修科目を受講する。また、共通専門基礎科目として論理学、心理学、社会学、文化人類学、社会思想史などの講義科目や、線形代数学、微分積分学などの数学科目を履修する。また、大学1年から35人程度の「基礎演習クラス」を用意して、学生たちは知的好奇心を満たしていく。
大学2年から経済学の専門科目がスタートし、学生は、中級マクロ経済学、計量経済学、国際経済学、金融論、公共経済学、データサイエンス、経済数学、などを受講していく。
「特別講義」では毎年、各種の研究機関や企業から講師を招き、ビジネスの最前線などの最新の話題を講義してもらう。
大学3年、4年では、さらに深い専門分野が用意され、学生たちはゲーム理論、環境経済論、中国経済論、ヨーロッパ経済論、アメリカ経済論、アジア経済論、国際金融論、上級ミクロ経済学、上級マクロ経済学、上級計量経済学などを学んでいく。
また、大学3年生から少人数のゼミが始まり、学生たちは専門書の輪読や共同研究などを行う。さらに大学4年生の1年間は、自らが選んだテーマについて個別研究発表を行い、卒業論文を作成する。神戸大学経済学部のゼミは定員を少人数（1学年10人程度）に限定し、きめ細やかな指導と学生同士の討論によって、専門的知識やプレゼンテーションのスキルを養っていく。

## 沿革
- 1902年 - 神戸高等商業学校設立[6]。
- 1914年 - 調査課を設置[6]。
- 1919年 - 調査課を改組し商業研究所を設置[6][7]。
- 1920年 - 商業研究所の研究施設として兼松記念館を竣工[8]。
- 1929年 - 神戸高等商業学校が神戸商業大学に昇格[6]。
- 1941年 - 経営計算研究室を設置[6]。
- 1944年 - 神戸商業大学を神戸経済大学と改称、経済学科設置[9]。経営計算研究室を経営機械化研究所と改称。商業研究所を大東亜研究所と改称[6]。
- 1945年 - 日本の降伏後大東亜研究所を経済研究所と改称[6]。
- 1949年 - 神戸大学経済学部が発足[6]。経済研究所と経営機械化研究所を統合し神戸大学経済経営研究所が発足[10]。
- 1953年 - 大学院を経済学研究科と改称し修士課程・博士課程を設置[6][11]。

## 学科
- 経済学科[12]
  - 入学定員270人[12]

## 関連組織
- 神戸大学経済経営研究所

## 出版物
神戸大学経済学部は以下の冊子を刊行している。
- Discussion Paper
- Kobe University Economic Review
- 経済学研究年報
- 国民経済雑誌

## 学部長
- 中西訓嗣（2018年 - 2020年）
- 松林洋一（2020年 - 2022年）
- 宮尾龍蔵（2022年 - ）

## 著名な出身者・教員

### 政治・行政
- 吉川元 - 衆議院議員、立憲民主党所属、元社会民主党幹事長兼政策審議会長、中退
- 大門実紀史 - 参議院議員、日本共産党中央委員
- 浜野喜史 - 参議院議員、国民民主党国会対策委員長代理、元全国電力関連産業労働組合総連合会長代理
- 片上公人 - 元参議院議員、元聖教新聞記者
- 梶正治 - 元丸亀市長、元香川県議会議員
- 片山圭之 - 元丸亀市長、元香川県議会議員
- 高田坦史 - 元中小企業基盤整備機構理事長、全日本シーエム放送連盟理事長
- エルフ・モノド・オノラ - 駐日ハイチ大使、元ハイチ大統領府官房長付上級経済顧問

### 経済
- 飯塚延幸 - 元東京交通会館社長、元三菱地所副社長
- 上島規男 - イントランス創業者・元社長
- 上田孝 - サノヤスホールディングス社長、サノヤス造船社長、日本造船工業会副会長
- 大谷厚郎 - 元一畑電気鉄道社長、松江一畑交通会長、島根県旅客自動車協会会長、島根県交通安全協会会長
- 大坪清 - レンゴー会長兼社長、関西経済連合会副会長、日本製紙連合会副会長
- 大西和男 - 元住友林業社長
- 蔭山秀一 - ロイヤルホテル社長、元三井住友銀行副会長、元関西経済同友会代表幹事、日本ホテル協会副会長
- 加藤進 - 元住友商事社長、元日本経団連審議員会副議長
- 香川次朗 - 関電不動産開発会長、元関西電力副社長
- 坂井信也 - 元阪神電気鉄道社長、元阪神タイガースオーナー、元日本民営鉄道協会会長
- 酒井隆司 - 八馬汽船社長
- 佐々木淳一 - 日本アクセス社長、日本加工食品卸協会副会長
- 城南雅一 - 元神戸新交通社長、元能勢電鉄社長、神戸市交通事業管理者
- 菅田道信 - 元タイトヨタ自動車社長、元バンコク日本人商工会議所会頭
- 高野研一 - 元コーン・フェリー日本代表
- 竹内郁夫 - 東洋紡社長、日本紡績協会会長
- 土橋芳邦 - 元クボタ社長、元学校法人大阪産業大学理事長
- 永井泰浩 - 三井住友海上プライマリー生命保険社長
- 中川雅博 - 元SMBC信託銀行社長
- 長澤仁志 - 日本郵船社長、日本経団連副会長
- 藤田純孝 - オリンパス取締役会議長、元伊藤忠商事副会長、日本CFO協会理事長
- 前川眞基 - 元トヨタアドミニスタ社長、元トヨタ自動車副社長、トヨタ東京自動車大学校理事長
- 福島幹雄 - 元JFE商事ホールディングス社長
- 松尾憲治 - 元明治安田生命保険社長、元生命保険協会会長
- 三野重和 - 元クボタ社長、元大阪工業会会長
- 三宅明 - 元三井生命保険社長
- 三宅俊作 - 元JX石油開発社長、元石油鉱業連盟副会長
- 三好俊夫 - 元松下電器産業（現パナソニック）社長、元日経連副会長、元関西経営者協会会長
- 宗兼邦生 - フレスタ社長、シジシージャパン副会長、広島商工会議所副会頭
- 村上雄藏 - 神戸セミナー創立者・元理事長、元兵庫県予備校連盟会長
- 森口隆宏 - 元JPモルガン証券会長兼CEO
- 山本寿宣 - 東ソー社長、日本ソーダ工業会会長
- 横尾昭信 - 元JALUX社長、元アイ・ティー・エックス社長
- 渡部賢一 - 元野村ホールディングスグループCEO兼社長、元野村證券CEO兼社長

### マスコミ
- 中嶋太一 - NHK理事、元NHK首都圏放送センター長、放送文化基金賞
- 中内守 - 元サンテレビジョン社長
- 渕上紘行 - 北海道放送アナウンサー、堰八紗也佳の夫
- 福永裕梨 - 北海道テレビ放送アナウンサー、元ミス神戸
- 朝山くみ - 元東海テレビ放送アナウンサー
- 山田泰三 - 元名古屋テレビ放送アナウンサー、テレビ朝日アスク講師
- 平山勝雄 - 元讀賣テレビ放送プロデューサー、元福井ワイルドラプターズ球団ゼネラルマネージャー
- 橋本和花子 - 関西テレビアナウンサー
- 濱村春香 - 元テレビせとうちアナウンサー

### 研究
- 青木浩介 - マクロ経済学、東京大学教授、中原賞
- 青木靖三 - 科学史、元神戸大学教授
- 足立正樹 - 社会福祉学、神戸大学名誉教授、元経済社会学会会長
- 天野雅敏 - 日本経済史、神戸大学名誉教授
- 五百籏頭真吾 - 国際経済学、同志社大学教授、小島清賞優秀論文賞
- 池本清 - 経済学、神戸大学名誉教授
- 石黒馨 - 国際経済学、神戸大学教授
- 井澤秀記 - 経済学、神戸大学教授
- 井手秀樹 - 経済学、慶應義塾大学名誉教授
- 稲葉和夫 - 計量経済学、立命館大学名誉教授、元ブリティッシュ・コロンビア大学客員教授、元環太平洋産業連関分析学会会長
- 植田宏文 - 財政学、同志社大学教授
- 大谷順彦 - 経済学、筑波大学名誉教授、元カンザス大学教授
- 大野喜久之輔 - 比較経済論、神戸大学名誉教授、元ロシア・東欧学会副代表理事、元日本学術会議会員
- 大久保裕晴 - 金融経済学  元日本銀行神戸支店長
- 置塩信雄 - マルクス経済学、神戸大学名誉教授、元理論・計量経済学会会長、日経・経済図書文化賞
- 梶谷懐 - 中国経済、神戸大学教授、大平正芳記念賞
- 桂芳男 - 経営史、神戸大学名誉教授
- 加藤弘之 - 中国経済、元神戸大学教授、元アジア政経学会理事長
- 金子敬生 - 経済学、元早稲田大学教授
- 菊地徹 - 経済学、元神戸大学教授
- 岸本哲也 - 経済学、神戸大学名誉教授、元早稲田大学教授
- 北岡孝義 - 金融論、明治大学教授
- 北坂真一 - 経済学、同志社大学教授、日経・経済図書文化賞
- 坂井豊貴 - 経済学、慶應義塾大学教授、義塾賞
- 酒井泰弘 - 経済学、筑波大学名誉教授、元生活経済学会会長、元日本地域学会会長
- 谷崎久志 - 計量経済学、大阪大学教授、元消費者庁客員主任研究官、村尾育英会学術奨励賞
- 高屋定美 - 欧州経済、関西大学教授
- 瀧川好夫 - 経済学、神戸大学名誉教授
- 地主敏樹 - 金融論、元神戸大学教授、関西大学教授、日本金融学会会長
- 千田純一 - 経済学、名古屋大学名誉教授、元日本金融学会会長、元生活経済学会会長
- 百々和 - 経済学、神戸大学名誉教授
- 富田昌宏 - 経済学、神戸大学教授、日本海運経済学副会長
- 豊田利久 - 経済学、神戸大学名誉教授、元エセックス大学客員教授、元国際開発学会会長
- 中西訓嗣 - 国際経済学、神戸大学教授、元日本国際経済学会会長、小島清賞研究奨励賞
- 新野幸次郎 - 経済学、第9代神戸大学学長、元日本経済政策学会会長、神戸市文化賞
- 野尻武敏 - 経済学、神戸大学名誉教授、オーストリア学芸功労第一級十字章
- 能勢信子 - 経済学、神戸大学名誉教授
- 則武保夫 - 経済学、神戸大学名誉教授
- 藤井茂 - 国際経済学、神戸大学名誉教授
- 西島章次 - ラテンアメリカ経済、元神戸大学教授、元在ブラジル公使、発展途上国研究奨励賞
- 二神孝一 - マクロ経済学、大阪大学教授
- 藤江昌嗣 - 統計学、元明治大学副学長、戦略研究学会会長
- 藤川清史 - 環境経済学、名古屋大学教授、元環太平洋産業連関分析学会会長
- 藤原秀夫 - マクロ経済学、同志社大学教授、元日本金融学会会長
- 松尾匡 - マルクス経済学、立命館大学教授、河上肇賞奨励賞
- 三野和雄 - マクロ経済学、京都大学名誉教授、元日本経済学会会長
- 三木谷良一 - 金融論、神戸大学名誉教授、元日本金融学会会長、生活経済学会特別功績賞
- 保坂直達 - 経済学、兵庫県立大学名誉教授、元流通科学大学学長
- 安居洋 - 経済政策、財政学・金融論　神戸市外国語大学名誉教授、瑞宝中綬章受章
- 三土修平 - 経済学、元東京理科大学教授、潮賞小説部門
- 宮尾龍蔵 - 経済学、東京大学教授、元日本銀行政策委員会審議委員、日経・経済図書文化賞
- 宮下國生 - 交通経済学、神戸大学名誉教授、元日本交通学会会長、元日本海運経済学会会長
- 宮下忠雄 - 中国経済、神戸大学名誉教授
- 宮本又郎 - 経済史、大阪大学名誉教授、元経営史学会会長、日経・経済図書文化賞
- 村上敦 - 経済学、神戸大学名誉教授、元関西国際大学学長
- 矢尾次郎 - 経済学、神戸大学名誉教授、元日本学術会議会員
- 山田幸三 - 経営学、上智大学名誉教授、元企業家研究フォーラム会長
- 山西優二 - 社会学、早稲田大学教授
- 山家悠紀夫 - 経済学、元神戸大学教授、元第一勧銀総合研究所専務理事
- 山嵜義三郎 - 社会政策学、神戸大学名誉教授
- 家森信善 - 経済学、神戸大学教授、元金融庁参与、生活経済学会奨励賞、日本地域学会著作賞
- 游仲勲 - 経済学、元亜細亜大学教授、元日本華僑華人学会会長
- 鷲田豊明 - 経済学、上智大学名誉教授、元環境経済・政策学会副会長、お笑い芸人わっしー教授

### 文化、芸能
- 清水理恵子 - タレント
- 田中啓文 - 小説家、星雲賞、日本推理作家協会賞
- 橋本長道 - 小説家、小説すばる新人賞、将棋ペンクラブ大賞、ロマン大賞佳作
- 丑尾健太郎 - 脚本家
- 林家竹丸 - 落語家、なにわ芸術祭新人奨励賞
- 松原俊太郎 - 劇作家、岸田國士戯曲賞
- ヒロユキMc-Ⅱ（宮戸洋行） - お笑い芸人、元GAG、中退

### その他
- 崔真淑 - エコノミスト、日経CNBC経済解説委員、カオナビ取締役、元シーボン取締役、元エイボン・プロダクツ取締役
- 舟津圭三 - 探検家、世界初の犬ゾリ南極大陸横断を達成、朝日スポーツ賞

## 博士号取得者
- 小田正雄 - 国際経済学、元関西大学教授、記念して日本国際経済学会小田賞が設置
- 北川一雄 - 国際経済学、元名古屋大学経済学部長